# 石井淑普
石井 淑普（いしい よしなみ、1922年（大正11年）3月7日 - 1999年（平成11年）10月3日 ）は、日本の陸軍軍人。インドネシア独立の英雄の一人。インドネシア名はサトゥリア。

## 来歴
佐賀県において陸軍将校の一人息子として生まれる。父は後に満州国陸軍の中将をつとめた。1943年（昭和18年）10月、学徒出陣に伴い拓殖大学商学部を繰り上げ卒業。拓殖大学在学中、大川周明のゼミに所属し、大アジア主義について学ぶ。
その年の12月、陸軍久留米工兵隊（西部第52部隊）に入隊し、間もなく、陸軍特別操縦見習士官（三期）を経て、陸軍少尉に任官し、インドネシアに進駐。
1945年（昭和20年）8月15日、インドネシアで終戦を迎えたが、日本に復員することなく、軍を離脱し、インドネシア独立義勇軍に参加し、インドネシア独立戦争に身を投じる。
インドネシア独立後、インドネシア陸軍中尉として勤務し、インドネシア空軍の基礎となる航空隊の育成に尽力。1950年（昭和25年）退役し、在インドネシア日本国大使館に約5年半ほど勤務。
1958年11月、インドネシア政府から、「インドネシア共和国独立殊勲章（ビンタン・ゲリラ勲章）」を授与され、その5年後には、インドネシア国籍を取得。スマトラ石油開発株式会社ジャカルタ代表部、北スマトラ石油開発協力会社勤務の傍ら、インドネシア祖国防衛義勇財団顧問、拓殖大学学友会インドネシア支部長をつとめた。
また、仕事の傍ら、日本語、インドネシア語の図書翻訳の作業を熱心に続け、科学・技術移転に関する参考書、歴史的記録などの著作を多数刊行。日本とインドネシアの情報交流の促進に生涯を懸けた。
1981年10月、私財を投じて、「翻文館」を創業。みずから社長兼主筆に就任し、インドネシア初の日本語ニュースレターを創刊。1996年日本とインドネシアの友好増進に貢献した功績により、日本政府から勲六等単光旭日章を授与された。
1999年（平成11年）10月3日、インドネシアのジャカルタで死去。享年77。遺骸はインドネシア陸軍の儀仗隊に警衛され、ジャカルタ市のカリバタ英雄記念墓地に埋葬された。